# Комі не вміє спілкуватися
«Комі не вміє спілкуватися» (яп. 古見さんは、コミュ症です。) — серія манґи, що написана Томохіто Одою. Була випущена у журналі Weekly Shōnen Sunday видавництвом Shogakukan як шьонен манґа починаючи з травня 2016 року по січень 2025 року, розділи зібрані у 37 томів танкобонів. Ліцензована у Північній Америці видавцем Viz Media. Історія зосереджена навколо старшокласниці Шьоко Комі, яка страждає від серйозних проблем зі спілкуванням. З допомогою її однокласника Хітохіто Тадано, вони вирішують знайти 100 друзів і покращити комунікативні навички Комі. 
Адаптація у вигляді телевізійної драми з восьми епізодів транслювалася з вересня по листопад 2021 року, а аніме-серіал виробництва OLM виходив у ефір з жовтня по грудень того ж року; другий сезон транслювався з квітня по червень 2022 року. Аніме-серіал ліцензований Netflix для трансляції по всьому світу.
До липня 2023 року тираж манґи перевищив 12,7 мільйонів копій. У 2022 році манґа виграла 67-му нагороду Shogakukan Manga Award у категорії шьонен.

## Сюжет
У свій перший день відвідування елітної приватної школи Ітан, Комі Шьоко одразу отримує приголомшливий сплеск популярності завдяки безпрецедентній красі та вишуканій елегантності. Однак лише Хітохіто Тадано, надзвичайно пересічний школяр, який сидить поруч з нею, виявляє, що поза її бішьоджьо зовнішністю Комі має серйозний комунікативний розлад. Тадано дізнається, що мета Комі — знайти 100 друзів, і вирішує допомогти їй досягти мети.

## Медіа

### Манґа
Komi-san wa, Komyusho Desu написав та проілюстрував Томохіто Ода. До його видання, ван-шот розділ був опублікований у Weekly Shōnen Sunday видавництва Shogakukan 16 вересня 2015 року; манга пізніше виходила в тому ж журналі з 18 травня 2016 року по 29 січня 2025 року. Shogakukan зібрав розділи в 37 окремих танкобонів, що виходили з 16 вересня 2016 року по 18 березня 2025 року.
У листопаді 2018 року під час дискусії в Anime NYC Viz Media оголосили, що придбали ліцензію на манґу.  Перший том був випущений у Північній Америці 11 червня 2019 року  9 травня 2023 року компанія Viz Media запустила електронний сервіс перегляду манґи Viz Manga, де розділи будуть публікуватися англійською мовою в Північній Америці, одночасно з випуском в Японії. 
Ліцензія на манґу в Південно-Східній Азії надається Shogakukan Asia ;  на Тайвані Chingwin Publishing Group;  у Південній Кореї від SomyMedia;  у Таїланді Luckpim;  в Індонезії Elex Media Komputindo;  у В’єтнамі видавництвом Kim Đồng Publishing House;  у Франції Pika Édition;  у Німеччині від Tokyopop;  в Італії від J-Pop;  в Аргентині та Іспанії Editorial Ivrea;  і в Бразилії та Мексиці Panini Comics. 

### Аніме
11 травня 2021 року було анонсовано аніме-серіал ві студії OLM . Режисером серіалу став Кадзукі Каваґое, головним режисером був Аюму Ватанабе, сценаристом — Деко Акао, дизайнером персонажів — Ацуко Накадзіма, а музику написав Юкарі Хасімото .  Серіал транслювався на TV Tokyo з 7 жовтня по 23 грудня 2021 року  Netflix транслював серіал по всьому світу щотижня з 21 жовтня 2021 року по 6 січня 2022 року  Cider Girl виконали початкову тему «Cinderella»,  а Kitri виконали кінцеву тему «Sympathy» (яп. シンパシー)  в епізоді 1 та кінцеву тему «Hikare Inochi» (яп. ヒカレイノチ) з епізодів 2–12. 
23 грудня 2021 року Netflix оголосив, що серіал отримає другий сезон.  Він транслювався з 7 квітня по 23 червня 2022 року в Японії , а Netflix транслював його по всьому світу з 27 квітня по 13 липня того ж року.  Міку Іто виконала початкову пісню «Ao 100-iro» (яп. 青100色) , а гурт FantasticYouth виконав кінцеву пісню «Koshaberi Biyori» (яп. 小喋日和). 
12 грудня 2022 року офіційний Twitter акаунт Komi Can't Communicate оголосив, що команда виробництва аніме переробила анімацію для епізодів обох сезонів, які вже були опубліковані на Netflix. 

### Драма
Адаптація у вигляді телевізійної драми з восьми епізодів транслювалася на NHK General TV з 6 вересня по 1 листопада 2021 року   Айко зіграла головну музичну тему серіалу «Atashitachi» (яп. あたしたち) .  

## Сприйняття
Манґа виграла 67-му премію Shogakukan Manga Award у категорії шьонен у 2022 році   Polygon назвав манґу одним із найкращих коміксів 2019 року 
До вересня 2018 року тираж манґи перевищив 2 мільйони копій;  5,2 мільйона копій до лютого 2021 року;  понад 6 мільйонів до грудня 2021 року;  понад 7,4 мільйона до червня 2022 року;  і понад 12,7 мільйонів до липня 2023 року 
У 2017 році серіал посів восьме місце на третій нагороді Next Manga Awards у категорії друкованих видань.  Аніме посіло перше місце в опитуванні 2020 року, проведеному AnimeJapan, на тему «Найбажаніша аніме адаптація».   Аніме отримало нагороду Crunchyroll Anime Award за найкращу комедію на 6-ій церемонії Crunchyroll Anime Awards у 2022 році. Шьоко Комі також була номінована в категорії «Найкраща дівчина», а серіал був номінований на нагороду «Найкращий роман». 

### Реакції

#### Манґа
У рецензії на перший том від Anime News Network Ребекка Сілверман описала серіал як «приємну маленьку історію з гумором і помітною відсутністю жорстокості, яка не ламає нових бар’єрів, але однозначно є цікавою для читання». Фей Хоппер поставила під сумнів, чи гумор походить від «абсурдної поведінки» Комі, чи від впізнаваного зображення соціальної тривожності. Хоппер розкритикувала персонажа Нанджимі як «трансфобний жарт», назвавши жарти про їхню гендерну флюїдність «вкрай несмаковитими» та такими, що шкодять посланню серіалу. Втім, Хоппер визнала успіх серіалу, незважаючи на його недоліки, похваливши співчутливе зображення дисфункціональних персонажів та уникнення зображення Комі як «соціального ізгоя». Гейб Перальта з The Fandom Post зазначив, що значна частина гумору в серіалі виникає з того, що інші неправильно тлумачать мовчання Комі. Він описав серіал як «добродушно кумедний» із «трохи фан-сервісу, який вписується в тон манґи», попри незграбність деяких персонажів. Перальта підсумував, що серіал має «просту ідею, але трохи складніше виконання». 
У рецензії на перший том Лерой Дурессо з Comic Book Bin описав серіал як мікс сьонену та сьодзьо, який «пропонує читачам молодих чоловічих і жіночих персонажів, змушених працювати разом заради спільної мети, з деякими романтичними елементами», зауваживши при цьому, що романтика не є центральним фокусом історії. Також він назвав Оду «досить вправним у створенні дрібних ситуацій на основі основної ідеї цього наративу».  У своїй рецензії на перший том Шина МакНіл з Sequential Tart похвалила сюжет, персонажів і гумор, назвавши манґу «прихованою перлиною, яку точно варто переглянути». Водночас вона розкритикувала деякі взаємодії Комі та Тадано з іншими однокласниками.  Моргана Сантіллі з The Beat дала позитивну оцінку серіалу, похваливши його задум, комедію, персонажів і стосунки між Комі та Тадано, назвавши його «милою та веселою історією, яка додає трохи позитиву у світ, що часто ігнорує спільні зусилля заради допомоги іншим». 

#### Аніме
IGN включив серіал до свого списку «Найкраще нове аніме для перегляду (осінній сезон 2021)».  Ісайя Кольбер із Kotaku включив серіал до списку «11 найкращих аніме 2021 року», похваливши його за комедійність і порушення проблеми соціальної тривожності. 

## Зовнішні посилання
- Офіційні сторінка манґи на сайті Web Sunday (яп.)
- Офіційні сторінка аніме (яп.)
- Офіційні сторінка аніме на сайті TV Tokyo (яп.)